# Nanatsu no Taizai
Nanatsu no Taizai (七つの大罪, Nanatsu no Taizai, lit. 'Els Set Pecats Capitals') és un manga escrit i il·lustrat per Nakaba Suzuki. Es publica a la Weekly Shōnen Jump de l'editorial Kōdansha des del 22 d'octubre de 2012. Està situat a l'Europa de l'Edat Mitjana, amb uns cavallers protagonistes que representen els set pecats capitals.
Fa poc s'ha adaptat a l'anime per A-1 Pictures i va estrenar-se el 5 d'octubre de 2014.

## Argument
Els Set Pecats Capitals va ser un grup de cavallers a la regió de Britannia (ブリタニア, Buritania) que es va dissoldre després d'haver suposadament conspirat per enderrocar el Regne Liones (リオネス王国, Rionesu Ōkoku). La seva suposada derrota va arribar a les orelles dels Cavallers Sagrats, però hi ha rumors que diuen que encara són vius. Deu anys després, els Cavallers Sagrats van donar un cop d'estat i van capturar el Rei, convertint-se així en els nous governants tirànics del regne. La tercera princesa, l'Elisabeth, comença un viatge per retrobar els Set Pecats Capitals i fer que l'ajudin a recuperar el regne.

## Personatges
Meliodas (メリオダス, Meriodasu)
És el líder dels Set Pecats Capitals i el Pecat de la Ira amb el símbol del Drac. És el protagonista i l'amo del Bar del Barret del Senglar (豚の帽子亭). Tot i tenir l'aparença d'un nen, és molt vell i poderós. El seu tret més distintiu és el símbol de Drac que té tallat a la part superior del braç, just a sota de les espatlles. És mig humà mig dimoni.
Elizabeth Liones (エリザベス・リオネス, Erizabesu Rionesu)
És la tercera princesa del Regne de Liones qui juntament amb en Meliodas van a la recerca dels Set Pecats Capitals per poder derrotar els Cavallers Sagrats. També és protagonista i passa a ser una cambrera del bar quan emprèn el viatge amb en Meliodas. Durant les seves aventures, comença a desenvolupar uns sentiments molt forts cap a en Meliodas, fins que s'enamora d'ell.
Hawk (ホーク, Hōku)
És un porc que parla i és company d'en Meliodas. És presentat com el netejador al bar que recull les restes de menjar que cau o es llença a terra. Sovint renya a en Meliodas per ser molt pervertit.
Escanor (エスカノール, Esukanōru)
És un dels cavallers dels Set Pecats Capitals, és el pecat de la supèrbia del lleó. El seu tresor sagrat és la "destral divina ritha" com bé diu ell mateix a la sèrie.
King (キング Kingu)
És un dels cavallers dels Set Pecats Capitals, és el pecat de la mandra. El seu tresor sagrat és "la llança sagrada Chastiefol". També a part d'això és el rei de les fades.
Ban (バ ン Ban)
És un dels cavallers dels Set Pecats Capitals, és el pecat de l'avarícia. El seu tresor sagrat és "el bastó diví Courechouse". A part d'això Ban és immortal i té una habilitat que es diu "Snatch", amb la qual pot robar qualsevol cosa.
Diane (ディアンヌ, Diannu)
És un dels cavallers dels Set Pecats Capitals, és el pecat de l'enveja. El seu tresor sagrat és "el martell Gideon". És una geganta i la seva habilitat és "Creation", amb la qual a partir de la terra pot crear qualsevol cosa.
Gowther (ゴウセル, Gouseru) 
És un dels cavallers dels Set Pecats Capitals, és el pecat de la luxúria. El seu tresor sagrat és "l'arc Herritt". La seva habilitat és "invasion" amb la qual pot controlar la ment.
Merlin (マーリン, Marin)
És un dels cavallers dels Set Pecats Capitals, és el pecat de la gula. El seu tresor sagrat és "la bola màgica Aldan". La seva habilitat és "Infinity" amb la qual pot controlar el temps dels seus encanteris.

## Anime

### Temporades
| Temporada | Temporada                      | Episodis    | Emissió original    | Emissió original       | Emissió original      |
| Temporada | Temporada                      | Episodis    | Primera emissió     | Última emissió         | Cadena                |
| --------- | ------------------------------ | ----------- | ------------------- | ---------------------- | --------------------- |
|           | Els set pecats capitals        | 24 + 2 OVAs | 5 d'octubre de 2014 | 29 de març de 2015     | MBS, TBS              |
|           | Els indicis de la Guerra Santa | 4           | 28 d'agost de 2016  | 18 de setembre de 2016 | MBS, TBS              |
|           | Resurrecció dels deu manaments | 24 + 1 OVA  | 13 de gener de 2018 | 30 de juny de 2018     | MBS, TBS              |
|           | La ira imperial dels déus      | 24          | 9 d'octubre de 2019 | 25 de març de 2020     | TV Tokyo, BS TV Tokyo |
|           | El judici del Drac             | 24          | 13 de gener de 2021 |                        | TV Tokyo, BS TV Tokyo |

### Llista d'episodis
| #  | Títol                                                                               | Data d'emissió al Japó |
| -- | ----------------------------------------------------------------------------------- | ---------------------- |
| 1  | Els Set Pecats Capitals Nanatsu no Taizai (七つの大罪)                              | 5 d'octubre de 2014    |
| 2  | L'Espasa del Cavaller Consagrat Seikishi no Ken (聖騎士の剣)                        | 12 d'octubre de 2014   |
| 3  | El Pecat del Bosc Dorment Nemureru Mori no Tsumi (眠れる森の罪)                     | 19 d'octubre de 2014   |
| 4  | El Somni d'una Jove Shoujo no Yume (少女の夢)                                       | 26 d'octubre de 2014   |
| 5  | Encara que et Morissis Tatoe Anata ga Shindemo (たとえあなたが死んでも)             | 2 de novembre de 2014  |
| 6  | El Vers de l'Inici Hajimari no Shi (はじまりの詩)                                   | 9 de novembre de 2014  |
| 7  | La Commovedora Reunió Kandō no Saikai (感動の再会)                                  | 16 de novembre de 2014 |
| 8  | La Terrible Assetjadora Osorubeki Tsuiseki-sha (恐るべき追跡者)                     | 23 de novembre de 2014 |
| 9  | Pulsacions de la Foscor Ankoku no Myakudō (暗黒の脈動)                              | 30 de novembre de 2014 |
| 10 | El Festival de Lluita de Byzel Baizeru Kenka Matsuri (バイゼル喧嘩祭り)             | 7 de desembre de 2014  |
| 11 | Un Sentiment de Molts Anys Sekinen no omoi (積年の想い)                             | 14 de desembre de 2014 |
| 12 | El Canó Terrorífic Senritsu no kanon (戦慄のカノン)                                 | 21 de desembre de 2014 |
| 13 | El Deixeble de la Destrucció Hakai no shito (破壊の使徒)                            | 11 de gener de 2015    |
| 14 | El Lector Honwoyomu Hito (本を読むひと)                                             | 18 de gener de 2015    |
| 15 | Cavaller Profà Anhōryi Naito (アンホーリィ・ナイト)                                 | 25 de gener de 2015    |
| 16 | Les Llegendes Incitades Karitate Rareru Densetsu-tachi (駆り立てられる伝説たち)     | 1 de febrer de 2015    |
| 17 | Primera Víctima Saisho no Gisei (最初の犠牲)                                        | 8 de febrer de 2015    |
| 18 | Per Sobre del meu Cadàver Kono Inochi ni Kaete mo (この命にかえても)                | 15 de febrer de 2015   |
| 19 | El Rei de les Fades que va Espera a Vain Machibōke no Yōsei-ō" (まちぼうけの妖精王) | 22 de febrer de 2015   |
| 20 | L'Encanteri de Coratge Yūki no Majinai (勇気のまじない)                             | 1 de març de 2015      |
| 21 | L'Amenaça Propera Ima, Soko ni Semaru Kyōi (今、そこにせまる脅威)                   | 8 de març de 2015      |
| 22 | Què Puc Fer per Tu Kimi no Tame ni Dekiru Koto (君のためにできること)               | 15 de març de 2015     |
| 23 | L'Adveniment de la Desesperació Zetsubō Kōrin (絶望降臨)                            | 22 de març de 2015     |
| 24 | Els Herois Eiyū-tachi (英雄たち)                                                    | 29 de març de 2015     |